# Priscila Sol
Priscila Sol est une actrice pornographique brésilienne née le 13 janvier 1981 à Curitiba (Brésil). Sa filmographie, qui couvre les années 2004 à 2006, reste limitée à quelques productions qu'on peut rattacher au genre du « porno chic ».

## Biographie
Priscila Sol, qui étudie la mode, décide de faire sa dernière année scolaire en France. Après quelques photos de charme, elle dit avoir été repérée sur Internet par un attaché de presse de Marc Dorcel.
Elle signe vite le contrat d'exclusivité Dorcel Girl qui couvre l'année 2005.
Priscila Sol disparaît soudainement du milieu du X. Elle avait annoncé que le X était une simple période de sa vie et qu'elle comptait retourner à ses anciennes activités : la mode.

## Filmographie
- 2004 : Cabaret Sodom Club
- 2004 : Moto Sex
- 2004 : Opportunity Knocks
- 2004 : Sex Tails 1
- 2005 : Pornochic 6: Priscila
- 2005 : Pornochic 7: Blonde
- 2005 : Pornochic 9: Sonya et Priscila
- 2005 : Priscila Vices and Prostitution
- 2005 : Priscila's Peep Show Fantasy
- 2005 : Russian Institute: Lesson 3
- 2006 : Priscila Ibiza Paradise
- 2006 : Priscila's Initiation
- 2006 : Road Movix

## Distinctions
- 2004 : Venus Award de la meilleure starlette[2].
- 2005 : Prix de la meilleure actrice pornographique de l'année aux festivals érotiques de Prague, Berlin et Varsovie.
- 2007 : Nomination à l'AVN Award de la meilleure actrice étrangère[3].
- 2007 : Nomination à l'AVN Award de la meilleure scène de sexe dans une production étrangère pour Pornochic 9: Sonya & Priscila – nomination partagée avec Stacy Silver, JPX, Claudio Melone, Neeo & Charlie[3].